# Wizards of Waverly Place (trilha sonora)
Wizards of Waverly Place é a trilha sonora da Série Original do Disney Channel de mesmo nome. O álbum foi lançado em 4 de Agosto de 2009 nos Estados Unidos. Já no Brasil estreou no dia 7 de Outubro de 2009. O álbum inclui músicas inspiradas na série de TV e no filme Wizards of Waverly Place: The Movie.
Além de Selena Gomez o álbum contem como particiapação especial Raven-Symoné (de That's so Raven), Steve Rushton, Honor Society, Mitchel Musso (de Hannah Montana), 78violet (de Cow Belles), Meaghan Jette Martin (de Camp Rock), Drew Seeley (de Another Cinderella Story) e KSM.

## Fundo
Em uma entrevista com o segmento-comercial Disney Channel, Disney 365, Selena Gomez discutia suas interpretações das músicas na trilha sonora, dizendo:
| “ | Disappear é uma canção mais romântica. Fala basicamente de uma garota que gosta de um cara e ela não quer que ele desapareça, e, em seguida, Magical é a respeito de um lançamento de um feitiço sobre um cara e o single, Magic, tem laços com Wizards of Waverly Place: The Movie. | ” |

Apesar de ter sida gravada para um episódio, "Make it Happen" não aparece no álbum, por uma razão desconhecida.

## Singles
- Magic de Selena Gomez é um single digital no iTunes Store. A canção foi lançada em 21 de julho de 2009, como parte do iTunes Radio Disney Pass. "Magic" estreou na Rádio Disney e um videoclipe para a Disney Channel em 24 de julho. O videoclipe da música foi cantando Gomez em um microfone com fundo brilhante e extravagante, bem como, incluindo clipes de Wizards of Waverly Place: The Movie. "Magic" estreou em #61 no Billboard Hot 100 com 42.000 downloads.

## Faixas
| N.º            | Título                                 | Compositor(es)                                             | Artista              | Duração |  |
| 1.             | "Disappear"                            | Will Anderson, Randall John Fields, James William Auley MC | Selena Gomez         | 3:39    |  |
| 2.             | "Magical"                              | Leah Haywood, Daniel James, Shelly Peiken                  | Selena Gomez         | 2:54    |  |
| 3.             | "Magic"                                | William Lyall, David Paton                                 | Selena Gomez         | 2:49    |  |
| 4.             | "Strange Magic"                        | Jeff Lynne                                                 | Steve Rushton        | 3:20    |  |
| 5.             | "Magic"                                | Ric Ocasek                                                 | Honor Society        | 3:51    |  |
| 6.             | "Every Little Thing She Does Is Magic" | Sting                                                      | Mitchel Musso        | 3:44    |  |
| 7.             | "Magic Carpet Ride"                    | Rushton Moreve, John Kay                                   | KSM                  | 2:57    |  |
| 8.             | "Magic"                                | John Farrar                                                | Meaghan Jette Martin | 4:08    |  |
| 9.             | "You Can Do Magic"                     | Russ Ballard                                               | Drew Seeley          | 3:33    |  |
| 10.            | "Some Call It Magic"                   | Raven-Symoné, Matthew Gerrard, Robbie Nevil                | Raven-Symoné         | 3:13    |  |
| 11.            | "Do You Believe in Magic"              | John. B. Sebastian                                         | 78violet             | 2:13    |  |
| 12.            | "Everything Is Not What It Seems"      | John Adair, Steve Hampton                                  | Selena Gomez         | 0:51    |  |
| 13.            | "Nem Tudo É O Que Parece Ser"          | John Adair, Steve Hampton                                  | Mariana Féo          | 0:51    |  |
| Duração total: | Duração total:                         | Duração total:                                             | Duração total:       | 42:26   |  |

### Bônus
Bônus de conteúdo para o CD físico de Wizards of Waverly Place inclui entrevistas exclusivas de bastidores, com Gomez e também o videoclip "Magic".

## Desempenho em Paradas Musicias
| Paradas de Sucesso (2006) | Posição | Vendas  | Certificados |
| ------------------------- | ------- | ------- | ------------ |
| U.S. Billboard 200        | 24      | 105,000 |              |
| U.S. Top Soundtracks      | 4       | 18,000  |              |
| U.S. Kid Albums           | 3       | 18,000  |              |
| Mexican Albums Top 100    | 32      | -       |              |

## Créditos
| - John Adair - Productor - Michael Bruno (miembro de Honor Society) - vocal, guitarra - Kate Cabebe (miembro de KSM) - batería - Katie Cecil (miembro de KSM) - vocal, guitarra - Shelby Cobra (miembro de KSM) - vocal - Ryan Elder - Produtor - John Fields - Produtor, ingeniero, mezclado - Steve Gerdes - Director de Arte - Matthew Gerrard - Produtor, mezclado - Selena Gomez - vocal - Paul David Hager - Mezcla - Steve Hampton - Produtor - Daniel James - Mezcla - Andrew Lee (miembro de Honor Society) - vocal, teclado, baixo - Jon Lind - A&R - Brian Malouf - produtor executivo, mezcla - Stephen Marcussen - Mastering - Meaghan Jette Martin - vocal - Dani Markman - A&R - William J. McAuley III - Productor, ingeniero | - Sophia Melon (miembro KSM) - vocal, baixo - Alyson Michalka Aly (miembro 78violet - previamente conocido como Aly & AJ) - vocal - Amanda Michalka A.J.(miembro 78violet - previamente Aly & AJ) - vocal - Mitchel Musso - vocal - Alexander Noyes (miembro Honor Society) - batería - Shae Padilla (miembro KSM) - Guitarra - Jason Pennock - Mezcla - Jason Rosen (miembro Honor Society) - vocal, guitarra, teclado - Steve Rushton - vocal - Curt Schneider - Productor - Drew Seeley - vocal - Raven-Symoné - vocal - Anabel Sinn - diseño - Louie Teran - Mastering - Kent Verderico - Mezcla - Steve Vincent - Executivo Musical - Trey Vittetoe - Productor |